# Ascalón
Ascalón (hebreo: אשקלון  ʾAšqəlōn (escuchar)ⓘ, árabe: عَسْقَلَان ʿAsqalān) es una ciudad de Israel, situada a 56 km al sur de Tel Aviv, 73 km al sudoeste de Jerusalén y a 13 km de la frontera norte de la Franja de Gaza. Asentada a orillas del mar Mediterráneo y cerca del desierto del Néguev, ha sido favorecida por un clima especialmente agradable, tanto fresco como seco. Los días lluviosos son raros y posee una de las playas de arenas más finas del país, así como innumerables lugares de entretenimiento.
La ciudad moderna debe su nombre al antiguo puerto marítimo de Ascalón, destruido en 1270 y cuyos restos se encuentran en el extremo suroeste de la metrópoli moderna. La ciudad israelí, entonces conocida como Migdal, se fundó en 1949 a unos 4 km tierra adentro de la antigua Ascalón, en la localidad palestina de al-Majdal (árabe: الْمِجْدَل, romanizado: al-Mijdal; hebreo: אֵל-מִגְ׳דַּל, romanizado: ʾĒl-Mīǧdal). Sus habitantes habían sido exclusivamente musulmanes y cristianos y la zona había sido asignada al Estado árabe en el Plan de las Naciones Unidas para la partición de Palestina de 1947; en vísperas de la guerra árabe-israelí de 1948, los habitantes ascendían a 10.000 y, en octubre de 1948, la ciudad acogió a otros miles de refugiados palestinos de los pueblos cercanos. La ciudad fue conquistada por las fuerzas israelíes el 5 de noviembre de 1948, momento en el que gran parte de la población árabe había huido, quedando unos 2700 habitantes, de los cuales 500 fueron deportados por soldados israelíes en diciembre de 1948 y la mayoría de los que quedaban fueron deportados en 1950. En la actualidad, la población de la ciudad es casi totalmente judía.
Migdal, como se llamaba en hebreo, fue repoblada inicialmente por inmigrantes judíos y soldados desmovilizados. Posteriormente fue rebautizada varias veces, primero como Migdal Gaza, Migdal Gad y Migdal Ashkelon, hasta que en 1953 se incorporó el barrio costero de Afridar y se adoptó el nombre de Ashkelon (en español: Ascalón) para el conjunto de la ciudad. En 1961, Ashkelon ocupaba el puesto 18 entre los centros urbanos israelíes, con una población de 24.000 habitantes. En 2022, la población de Ashkelon era de 153.138 habitantes, lo que la convertía en la tercera ciudad más grande del Distrito Sur de Israel.

## Etimología
El nombre Ascalón es probablemente semítico occidental, y podría estar conectado a la raíz triliteral š-q-l («pesar» de una raíz semítica ṯql, similar al hebreo šāqal שָקַל o árabe θiql ثِقْل «peso»), quizás atestiguando su importancia como un centro de actividades mercantiles. Su nombre apareció en fenicio y cartaginés como ŠQLN y ʾŠQLN.

## Historia
Ascalón es mencionada en la Estela de Merenptah, floreció bajo el régimen de griegos y romanos. Herodes agrandó y embelleció en gran manera la ciudad, la cual se cree que fue su lugar de nacimiento; Plinio el viejo la refleja en su tiempo como ciudad libre.
Algunos judíos permanecieron en Ascalón cuando esta se convirtió en una ciudad cristiana bajo el régimen bizantino. Fue tomada por los musulmanes en el año 638, siendo tan bien fortificada y defendida que los cruzados no pudieron conquistarla hasta el año 1153, cuando aún quedaba una reducida comunidad judía en el lugar.
La historia antigua y medieval de Ascalón llegó a su fin en 1270 cuando fue completamente arrasada por el sultán mameluco Baibars, quien ordenó la destrucción de la ciudadela y de su puerto como parte de una decisión más amplia de destruir las ciudades costeras levantinas para prevenir futuras invasiones cruzadas. Algunos monumentos, como el mausoleo de Sittna Khadra y el mausoleo de la cabeza de Husayn, sobrevivieron. Según Marom y Taxel, este acontecimiento cambió irreversiblemente las pautas de asentamiento de la región. Para sustituir a Ascalón, Baybars fundó Majdal ‘Asqalān, a 3 km hacia el interior, y la dotó de una magnífica mezquita del Viernes, un mercado y santuarios religiosos.
El emplazamiento original de Ascalón fue abandonado durante siglos, olvidándose su ubicación. Esta ciudad fue buscada por la exploradora británica Hester Stanhope en 1830 sin poder hallarla y el coste de esta expedición le causó su ruina personal.

### Majdal

#### Imperio otomano

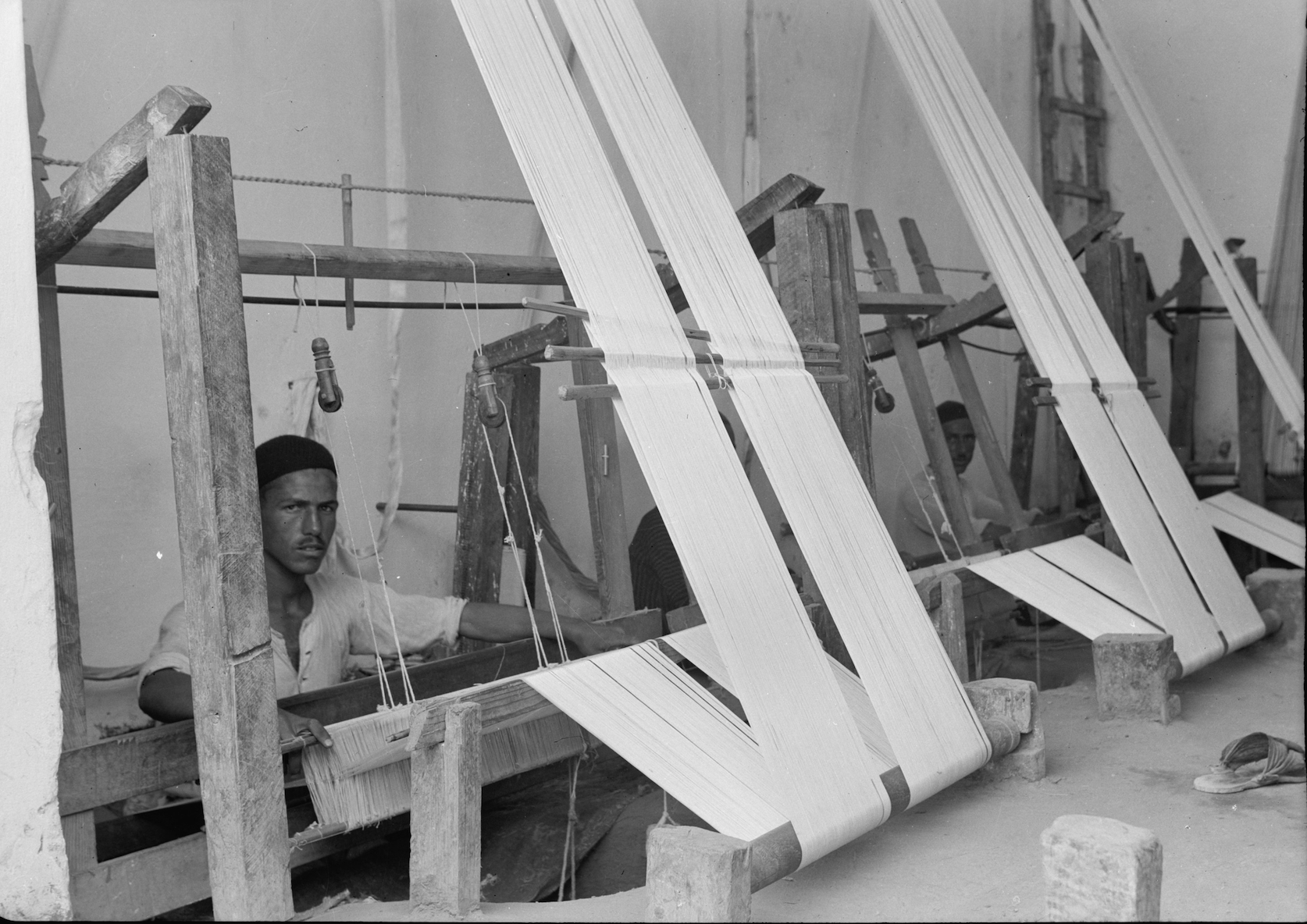
Tejedores en Majdal en 1934-1939.

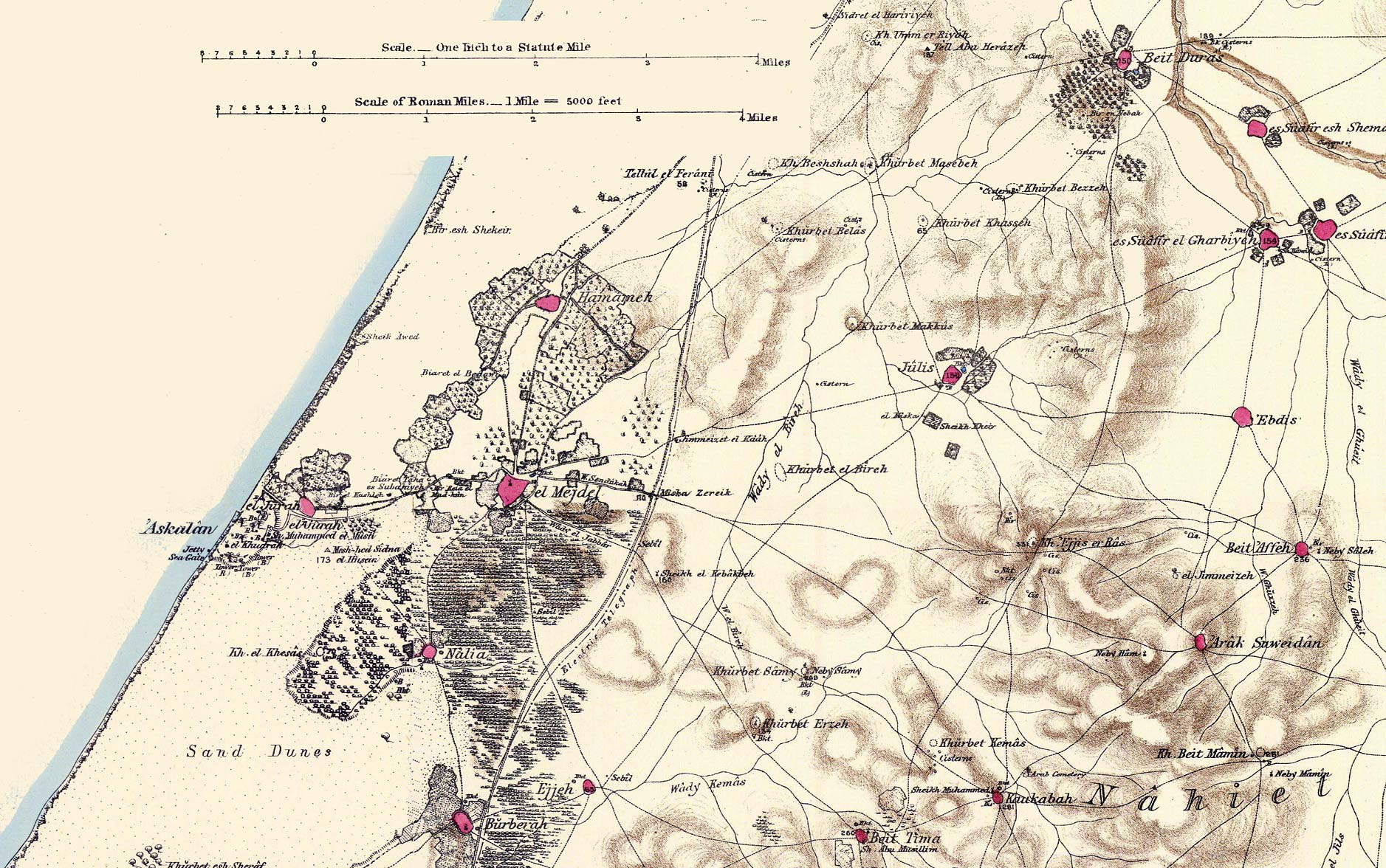
El municipio moderno de Ascalón se extiende por el territorio de los pueblos de Al Majdal, Hamama, Al-Jura, Al-Khisas y Ni'ilya. Las ruinas de Ascalón se pueden ver en la parte izquierda. Mapa realizado por el Fondo para la Exploración de Palestina (1871-77).

El pueblo palestino de Al-Jura (El-Jurah) se encontraba al noreste de Ascalón del que era limítrofe, y está documentado en los registros de la hacienda otomana. Al-Jura fue vaciado de sus habitantes durante la guerra de 1948.
El pueblo árabe de Majdal ya era mencionado por historiadores y viajeros al final del siglo XV. En 1596, la administración otomana mostraba Majdal como un pueblo de importancia de 559 hogares musulmanes, lo que lo convertía en la séptima localidad más poblada de Palestina tras Safed, Jerusalén, Gaza, Nablus, Hebrón y Kafar Kanna.
Según una lista oficial de pueblos otomanos de 1870, Medschdel contaba un total de 420 casas y una población de 1175 habitantes, si bien esa cifra sólo incluía a los varones.

#### Mandato Británico de Palestina
En el censo de Palestina de 1922, Majdal tenía una población de 5064 habitantes, 33 cristianos y 5031 musulmanes, que en el censo de 1931 habían aumentado hasta 6226 personas (6166 musulmanes y 41 cristianos), con 172 habitantes en los suburbios (167 musulmanes, 4 cristianos y un judío).
En las estadísticas de 1945 Majdal tenía una población de 9910 personas, 90 cristianos y 9820 musulmanes, sobre un territorio total (urbano y rural) de 43.680 dunams, según una encuesta oficial sobre el territorio y la población de Palestina. 2050 dunams eran tierras públicas y 41.630 tenían propietarios árabes. 2337 dunams se usaban para cultivo de cítricos y plátanos, 2886 eran para otros cultivos y tierras de regadío, 35.442 se dedicaban a los cereales, mientras 1346 dunams eran terrenos urbanizados.
Majdal era conocido por su industria textil. El pueblo tenía unos 500 telares en 1909, y en 1920 un informe del gobierno británico calculaba que existían 550 telares de algodón con una producción anual de un valor de 30-40 millones de francos. Pero esta industria decayó por culpa de las importaciones de Europa y en 1927 sólo quedaban 119 tejedurías. Los tres principales tejidos producidos eran malak (seda), ikhdari (bandas de tejido rojo y verde) y jiljileh (bandas de tejido rojo oscuro). Se utilizaban en vestidos de ceremonia en todo el sur de Palestina. Se elaboraban muchos otros tipos de tejidos, algunos con nombres tan poéticos como ji'nneh u nar (paraíso e infierno), nasheq rohoh (soplo del alma) y abu mitayn (padre de dos cientos).

### Estado de Israel

#### Guerra de 1948

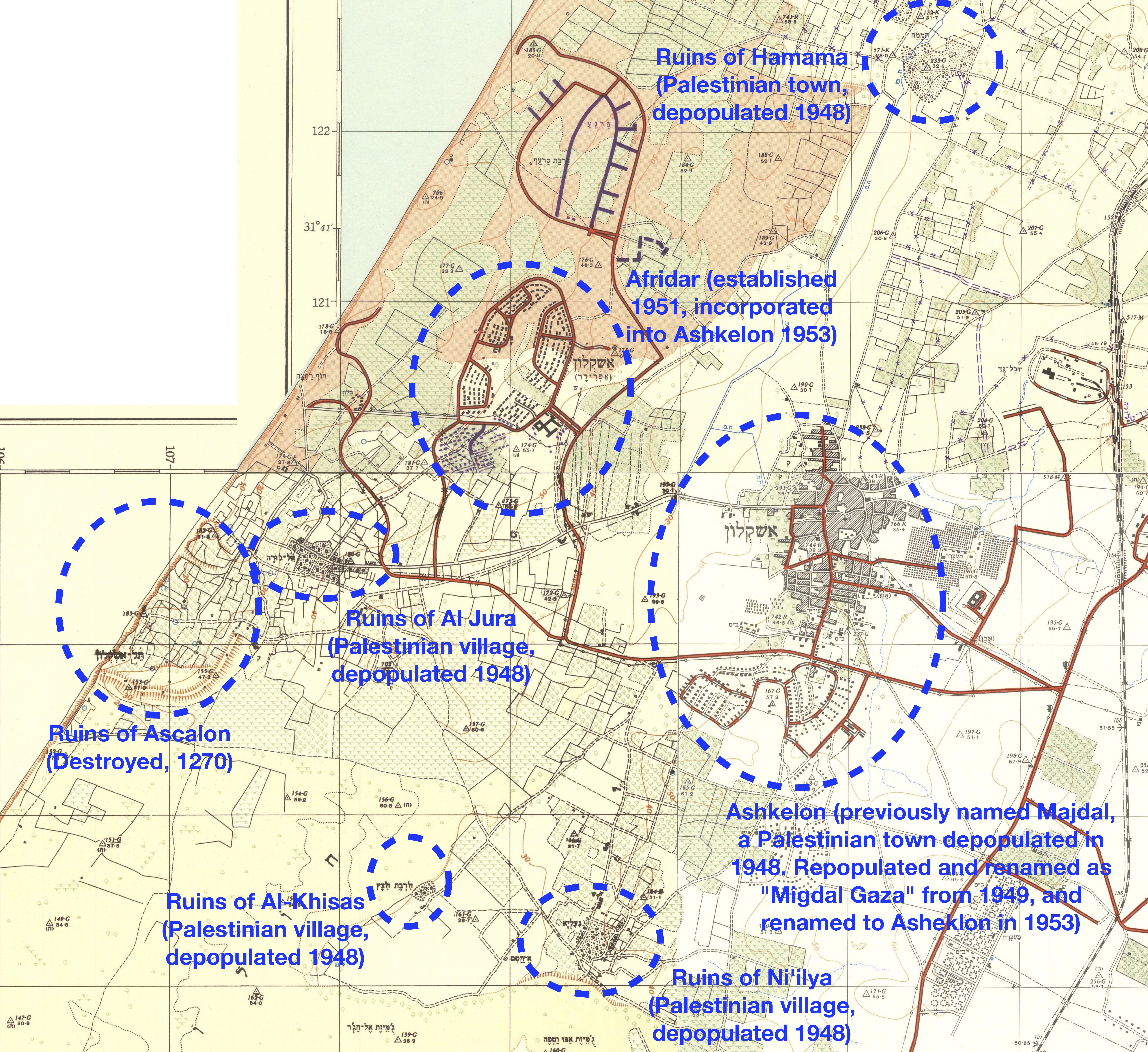
Inicios de la ciudad moderna de Ascalón representados por el Survey of Israel de los años 1950. El área urbana señalizada como אשקלון (Ashkelon/Ascalón) es el área conocida hasta entonces como Majdal. Afridar se encuentra al este. Se localizan también las ruinas de Hamama, Al-Jura, Ni'ilya y Al-Khisas.

Majdal fue ocupada por el ejército egipcio en las primeras fases de la guerra de 1948, junto con el resto de la región de Gaza que había sido asignada al Estado árabe en el Plan de las Naciones Unidas para la partición de Palestina de 1947. Durante los meses siguientes, la ciudad fue objeto de bombardeos y ataques aéreos israelíes. Todos sus habitantes, salvo unos 1000, se vieron obligados a abandonar la ciudad cuando fue capturada por las fuerzas israelíes como consecuencia de la Operación Yoav, el 4 de noviembre de 1948. El general Igal Alón ordenó la expulsión de los palestinos que quedaban, pero los mandos locales no lo hicieron y la población árabe pronto se recuperó hasta superar los 2500 habitantes, debido sobre todo a los refugiados que regresaban y también al traslado de palestinos de pueblos cercanos. La mayoría eran ancianos, mujeres o niños. Durante aproximadamente un año, los palestinos fueron recluidos en una zona confinada rodeada de alambre de espino, que se conoció comúnmente como el «gueto». Moshé Dayán y el primer ministro David Ben-Gurión estaban a favor de la expulsión, mientras que Mapam y el sindicato israelí Histadrut se oponían. El gobierno ofreció a los palestinos incentivos para que se marcharan, incluido un cambio de divisas ventajoso, pero al mismo tiempo provocó el pánico mediante redadas nocturnas. El primer grupo fue deportado a la franja de Gaza en camión el 17 de agosto de 1950, después de que se les hubiera notificado una orden de expulsión. La deportación fue aprobada por Ben-Gurion y Dayan a pesar de las objeciones de Pinhas Lavon, secretario general de la Histadrut, que veía en la ciudad la oportunidad de crear un modelo de igualdad de oportunidades.
En octubre de 1950 quedaban veinte familias palestinas, la mayoría de las cuales se trasladaron más tarde a Lydda o Gaza. Según los registros israelíes, en total 2333 palestinos fueron trasladados a la franja de Gaza, 60 a Jordania, 302 a otras ciudades de Israel y un pequeño número permaneció en Ascalón. Lavon argumentó que esta operación había hecho desaparecer «la última pizca de confianza que los árabes tenían en Israel, la sinceridad de las declaraciones del Estado sobre la democracia y la igualdad civil, y el último resto de confianza que los trabajadores árabes tenían en la Histadrut.» En respuesta a una queja de Egipto, la Comisión Mixta de Armisticio egipcio-israelí dictaminó que los palestinos trasladados de Majdal debían ser devueltos a Israel, pero esto no se hizo.

#### De Majdal a Ascalón

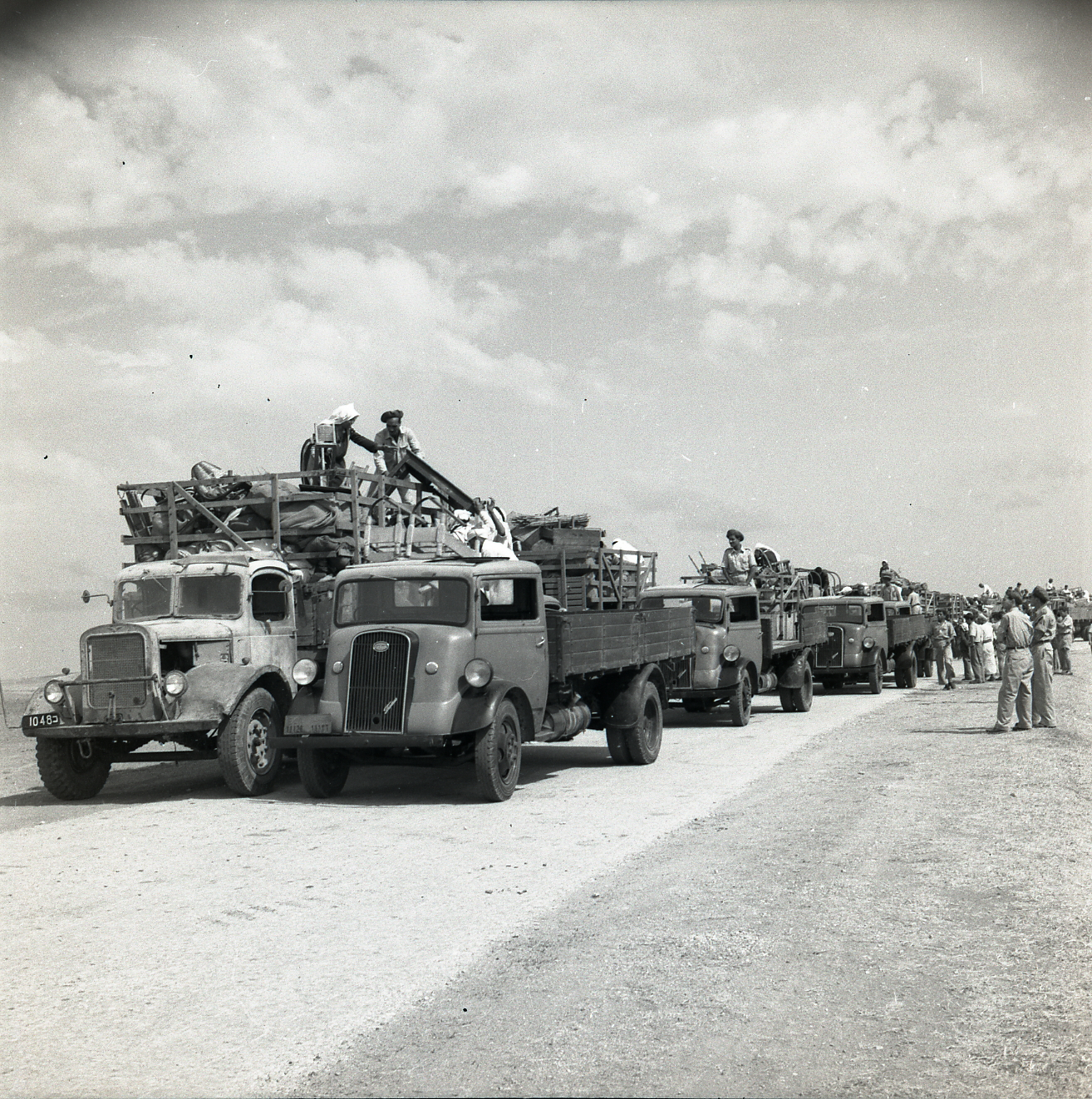
12 de octubre de 1950: habitantes palestinos de Ascalón embarcados en camiones con sus pertenencias.

Majdal fue concedida a Israel en los Acuerdos de Armisticio de 1949. La repoblación por judíos de las viviendas árabes recientemente desocupadas había sido una política oficial al menos desde diciembre de 1948, pero el proceso comenzó lentamente. El plan nacional israelí de junio de 1949 designó a al-Majdal como el emplazamiento de un centro urbano regional de 20.000 habitantes. A partir de julio de 1949, nuevos inmigrantes y soldados desmovilizados se trasladaron a la nueva ciudad, aumentando la población judía a 2500 en seis meses. Estos primeros inmigrantes procedían en su mayoría de Yemen, el norte de África y Europa.
En 1949 y 1950 se crearon tres campos de tránsito (maabarot) junto a Majdal (rebautizado Migdal) para refugiados judíos procedentes de países árabes, Rumania y Polonia. La ciudad comenzó a expandirse a medida que crecía la población. Al noroeste de Migdal y de los campos de inmigrantes, en los terrenos del despoblado pueblo palestino de al-Jura, el empresario Zvi Segal, uno de los firmantes de la Declaración de Independencia de Israel, estableció el lujoso barrio de Barnea[29]. En 1951, se estableció el barrio de Afridar para los inmigrantes judíos procedentes de Sudáfrica, y en 1953 se incorporó a la ciudad.
En 1949, la ciudad pasó a llamarse Migdal Gaza, y después Migdal Gad. Poco después se convirtió en Migdal Ashkelon (en español: Ascalón). Se adoptó el nombre actual de la ciudad en 1953 cuando recibió el estatus de ayuntamiento.

#### El Ascalón moderno
El Ascalón moderno se compone de varios barrios, de los cuales el primero, llamado Afridar, fue establecido en el año 1952 a través de una iniciativa de la Congregación Judía sudafricana. Hoy, dicho barrio, se ha convertido en un suburbio con profusa vegetación donde se hallan la mayoría de los hoteles y lugares de esparcimiento de Ascalón. Migdal, anteriormente un pueblo árabe de siglos de antigüedad, ubicado al este de Ascalón, ha sido incorporado a esta pujante ciudad en 1955.
En noviembre de 2017, arqueólogos descubrieron en Ascalón una iglesia que posteriormente fue excavada y a la que modernamente se le asignó el nombre «Iglesia de las Diáconas».

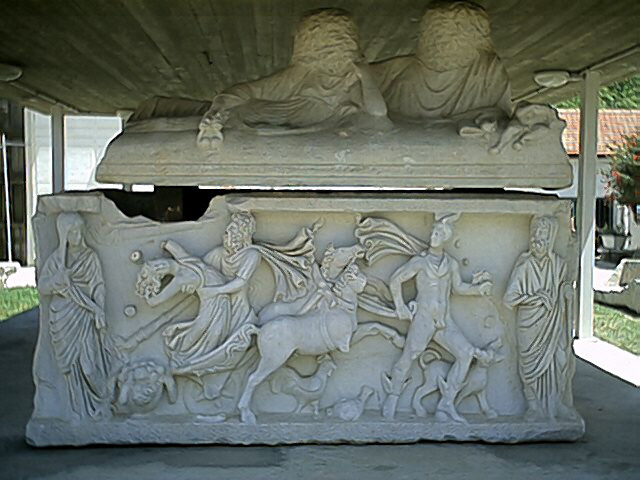
Antiguo sarcófago en Ascalón.

## Personas destacadas
- Antíoco de Ascalón, filósofo griego de la academia de Platón
- Herodes I el Grande, Rey de Judea, Galilea, Samaria e Idumea (73 a. C.-4 a. C.)
- Doroteo de Gaza, monje y santo ortodoxo
- Ahmed Yasín, uno de los fundadores de Hamás, nació en Al-Jura[31]
- David Faitelson, comentarista de ESPN
- Yitzhak Cohen, político israelí del SHAS
- Shlomo Glickstein, tenista israelí
- Avi Dichter, político del Likud
- Yael Abecassis, actriz y modelo israelí